# Linucula
Linucula is een geslacht van tweekleppigen uit de  familie van de Nuculidae.

## Soorten
- Linucula aptera (Laws, 1940) †
- Linucula delli Maxwell, 1988 †
- Linucula hartvigiana (Dohrn, 1864)
- Linucula otamatea (Laws, 1941) †
- Linucula recens Dell, 1956
- Linucula ruatakiensis (Marwick, 1926) †
- Linucula tutamoensis (Marwick, 1931) †
- Linucula waiaotea (Laws, 1941) †
- Linucula waipaoa (Marwick, 1931) †
- Linucula wanganuica (Laws, 1940) †